# Phostria diffusimarginalis
Phostria diffusimarginalis là một loài bướm đêm trong họ Crambidae.